# Punto franco
Punto franco è una raccolta di racconti di Michele Prisco, pubblicata nel 1965. Il libro è stato tradotto in inglese.

## Contenuto
Prima parte - I quattro racconti si svolgono negli anni della Seconda Guerra mondiale successivi allo Sbarco in Sicilia. Nella Campania che stenta a ritrovarsi durante il complesso periodo di occupazione anglo-americana, alcune vicende raffigurano il vivere all'insegna di pregiudizi vecchi e nuovi. Ciò che soprattutto contraddistingue gli occasionali protagonisti è la non ancora digerita idea che esista solo l'”Uomo”, sotto le varie etichette di “tedesco”, “americano”, “negro”. Questo mancato riconoscimento, porta a concatenazioni di eventi più o meno tragici, ma sempre fulminei ed imprevedibili.
Seconda parte - Incentrata su figure dibambini. La guerra è alle spalle, ma la povertà materiale o la mancanza di figure familiari indispensabili costringe i fanciulli descritti ad aprire gli occhi su realtà dolorose. Essi vedono d'improvviso la morte, sia questa un luogo dell'anima, sia altresì un fatto concreto e definitivo. Perciò c'è molto in comune fra la bimba che, nel vedere il fratello chiuso in una uniforme collegiale, lo sente perduto, e le coppie di amici per la pelle che si distruggono o autodistruggono per un incosciente equivoco.
Terza parte - In questo gruppo di racconti, il più numeroso, la guerra è una realtà che si è potuta allontanare. Avanza la ricostruzione, l'automobile si sostituisce all'eterno trenino o al calesse, appaiono televisori, ascensori e gite domenicali. I bambini sono di solito i felici figlioli che giocano e studiano; l'obiettivo è sugli adulti. E questi trascinano problemi sempre meno tangibili, ma ben rannicchiati nell'anima, come se, sopravvissuti, avessero dimenticato il duro passato. Nel racconto Il nodo alla cravatta in un complesso di 120 appartamenti, all'ottavo piano, un amore muore e rimangono le immagini di scarpe ripulite e di una cravatta riannodata: il dramma è finito e cede il campo alla malinconia.
Quarta parte - L'ultimo scritto, Inventario della memoria, è autobiografico e riporta l'azione agli anni che precedono la guerra. La famiglia Prisco, ricca di figli e di beni, vive in un clima agiato e operoso, dove i talenti dell'autore e dei suoi fratelli trovano respiro e nutrimento nella gaiezza, come nell'applicazione. Un autentico stuolo di parenti, in continuo movimento per le vacanze lunghe e brevi, tanti e tanti paesani legati da vincoli di servizio, una bonomia schietta e tante belle esperienze formano il materiale di questo scritto piuttosto articolato. Adulti indulgenti, ragazzi vivaci, ma anche placidi, tutto concorre al paese fantastico che è l'infanzia e l'adolescenza di Michele Prisco. Ed infatti la narrazione ha come epigrafe all'inizio una frase di Antoine de Saint-Exupéry:
«Je suis de mon enfance. Je suis de mon enfance comme d'un pays» (Io sono della mia infanzia. Sono della mia infanzia come (fossi) di un paese).

## Edizioni
- M. Prisco, Punto franco, Milano, Rizzoli, 1965.
- M. Prisco, Le parole del silenzio e Punto franco, Milano, Club italiano dei lettori, 1981.